# Jaime Salazar
Jaime Salazar, teljes nevén Jaime Salazar Gutiérrez (Mexikóváros, 1931. február 6. – 2011. március 14.) mexikói válogatott labdarúgó, középpályás.

## Pályafutása
Salazar karrierjéről egyetlen biztos információ áll rendelkezésre, mégpedig az, hogy 1953 és 1960 között a Club Necaxa játékosa volt, amellyel utolsó ott töltött évében a kupát is sikerült elhódítania.
A válogatottban 1956-ban és 1957-ben összesen nyolc meccsen szerepelhetett, valamint részt vett kerettagként az 1958-as világbajnokságon is, ahol azonban nem lépett pályára.

## Sikerei, díjai
- Kupagyőztes (1):
  - 1960